# Martha P. Haynes
Martha Patricia Haynes (1951) es una astrónoma estadounidense que se especializa en radioastronomía y astronomía extragaláctica. En 1989, ganó la Medalla Henry Draper por su trabajo con el colaborador Riccardo Giovanelli utilizando radiotelescopios para mapear la distribución de galaxias en el Universo. Es profesora de astronomía Goldwin Smith en la Universidad Cornell. Ha participado en varios comités de alto nivel dentro de los Estados Unidos de América y en la comunidad astronómica internacional, incluido el Comité asesor de la División de Ingeniería y Ciencias Físicas de las Academias Nacionales (2003-2008) y Revisión Decenal de Astronomía y Astrofísica (en 2010). Fue vicepresidenta del Comité Ejecutivo de la Unión Astronómica Internacional desde 2006 hasta 2012, y ha estado en el Consejo de Administración de Associated Universities Inc. desde 1994. 

## Carrera académica
Haynes se graduó en el Wellesley College en 1973 con una Grado en Física y Astronomía. Fue a la Universidad de Indiana para la escuela de posgrado. Allí, recibió su Máster en 1975 y su Doctorado en 1978. Desde 1978 hasta 1981, trabajó en el Centro Nacional de Astronomía e Ionosfera cuando se fue para convertirse en directora asistente del Telescopio de Green Bank. Se unió al profesorado de Cornell en 1983. En 1989, Haynes recibió junto con su colaborador Riccardo Giovanelli la Medalla Henry Draper por la primera visión tridimensional de algunas de las notables estructuras filamentosas a gran escala de nuestro universo visible. En 1999, fue elegida para la Academia Estadounidense de las Artes y las Ciencias, y en 2000 fue elegida para la Academia Nacional de Ciencias de Estados Unidos. 

## Vida personal
Haynes está casada con el colaborador Riccardo Giovanelli. Ellos viven en Nueva York. 

## Publicaciones seleccionadas
- Haynes, M. P., y R. Giovanelli. "Estructura a gran escala en el universo local: el supercúmulo de Piscis-Perseo." En movimientos a gran escala en el universo, V. C. Rubin y G. F. Coyne, eds. (Princeton: Princeton University Press, 1988), 45.

- Haynes, M. P. "Evidencia de deficiencia de gas en galaxias en racimo." En racimos de galaxias, W. R. Oegerle, M. J. Fitchett, y L. Danly, eds. (New York: Cambridge University Press, 1990), 177.

- Vogt, N. P., T. Herter, M. P. Haynes, y S. Courteau. "Las curvas de rotación de las galaxias en el desplazamiento al rojo intermedio." Astrophys. J. Lett. 415 (1993).

- Roberts, M. S., y M. P. Haynes. "Variación de las propiedades físicas a lo largo de la secuencia de Hubble." Annu. Rev. Astron. Astrophys. 32, 115 (1994).

- Haynes, M. P., y A. H. Broeils. "Discos HI frescos en galaxias." En Discos de gas en galaxias., J. M. van der Hulst, ed. (New York: Springer-Verlag, 1995), para aparecer.[1]